# جاراگواری
جاراگواری (به پرتغالی: Jaraguari) یک منطقهٔ مسکونی در برزیل است که در ماتوگروسو جنوبی واقع شده‌است. جاراگواری ۲٬۹۱۳ کیلومتر مربع مساحت و ۷٬۲۶۵ نفر جمعیت دارد.